# El Pujol (Saus, Camallera i Llampaies)
El Pujol és una muntanya de 107 metres que es troba al municipi de Saus, Camallera i Llampaies, a la comarca catalana de l'Alt Empordà.